# Дино (остров)
Дино — остров в Тирренском море, расположенный вдоль побережья Калабрии у мыса Арена. Остров получил название от греческого слова dina, означающего шторм.

## География
Дино занимает площадь 50 гектаров, высшая точка на острове составляет 100 м, север острова состоит из крутых известняковых скал. Из-за водной эрозии в них образовалось множество пещер, самая большая — Гротта Адзура, также на острове есть затопленная пещера Гротта Гарджуло, уходящая вниз на 18 м.

## История
До XVI часто использовался мусульманскими завоевателями для нападений на Италию.
В 1600 году остров был атакован турецким флотом Амурата Рея, местные жители укрепились на острове и под предводительством Франческо Витиньо оказывали сопротивление туркам, но после нескольких дней боев все защитники острова, включая их главу были казнены.
В 1806 году остров стал английской морской базой под командованием адмирала Уильяма Сиднея Смита для борьбы с Наполеоном в Неаполе.
В 1812 году после ликвидации феодализма Иоахимом Мюратом остров был передан в управление муниципалитету Айета, позже остров перешёл в руки Бурбонов.
В 1815 году Фердинанд I подарил Тайлерану титул «герцога Дино».
25 декабря 1917 года немецкая подлодка UB-49 под командованием Ганса фон Меллентина потопила британский пароход компании British India Steam Navigation Company Ltd «Umballa», перевозивший ячмень. В результате на судне погибло 15 человек
В 1929 году остров перешел под контроль муниципалитета Прая-а-Маре.
В 1956 году остров получил концессию на 99 лет.
В 1962 году Дино был продан за 50 миллионов лир Джанни Аньелли, позже в рамках развития туризма на острове была построена дорога длинной 1700 м, соединяющая пристань с верхней частью острова.
13 июня 2014 года суд аннулировал собственность Джанни Аньелли.
В 2019 году остров перешел в собственность предпринимателя Доменико Палумбо, позже остров был снова передан под управление муниципалитета.

## Флора и Фауна
На острове в основном преобладает средиземноморская растительность, но также можно встретить хамеропс, гвоздику каменную и примулу палинури, которая находится под угрозой исчезновения.
Фауна острова включает в себя перелётных птиц, частно гнездующихся на нём, а также мелких грызунов. Подводная фауна гораздо разнообразней, в глубине воды можно увидеть зеленушек, мурен, осьминогов. На глубине 20-30 м можно встретить красную горгонарию, групперов и лакедру. В 2024 дайверами были обнаружены также несколько осебей барракуды.